# باناسكانتا
باناسكانتا رمزها «BK» (بالإنجليزية: Banaskantha)‏ ، هو تقسيم إداري لدولة الهند تتبع ولاية غوجارات (بالإنجليزية: Gujarat)‏ ، مركزها هو مدينة بالانبور (بالإنجليزية: Palanpur)‏ عدد سكانها حسب تعداد سنة 2001 هو 2,502,843 ، مساحتها 12,703 كم² وكثافة السكان 197 لكل كم² .